# 白大拿
达纳·怀特（英語：Dana White，1969年7月28日—），中文名白大拿，美国商人，终极格斗冠军赛（UFC）总裁。
2001年，当白大拿得知UFC的母公司信号娱乐集团（Semaphore Entertainment Group）准备出售UFC时，他联系了其旧友洛伦佐·弗帝塔（Lorenzo Fertitta）。最终，弗帝塔与其兄一同购入UFC，并成立了母公司Zuffa，由白大拿出任总裁。同时，白大拿持有公司9%的股份。在他的领导下，UFC逐渐发展成为了世界上最顶尖的综合格斗赛事组织，并使得综合格斗运动在全球迅速发展。
2016年7月，WME-IMG以40亿美元全资收购UFC，白大拿则继续担任总裁一职。
2025年1月7日，白大拿被Meta Platforms委任為集團非執行董事。